# Julia Migenes
Julia Migenes, harmadik házasságában felvett asszonynevén Julia Migenes-Johnson  (New York, 1943. március 13. –) amerikai operaénekesnő (szoprán), színésznő.
Szerepeinek többségét zenés színházi produkciókban nyújtotta.

## Élete

### Származása, pályakezdése
New York város Manhattan kerületének délkeleti, Lower East Side nevű negyedében született, amely bevándorlók által lakott, dzsentrifikálódó munkásnegyednek számított. Szülei ír és Puerto Ricó-i bevándorlók voltak. Mostohaapja görög származású volt.
Hétesztendős korában, 1950-ben testvéreivel együtt szerepelt a Rodgers és Hammerstein szerzőpáros South Pacific című énekes-zenés-táncos színjátékának (mai szóval musicaljének) országos turnéja során. Julia Migenes és nővére, Maria felváltva alakította Ngana szerepét. Bátyjuk, John velük együtt játszotta Jerome-ot, féltestvérük, Jeanette pedig  Bloody Mary asszisztensét, de időnként beugrott Bloody Mary szerepére is. Sajtójelentések szerint a „Migenes-fészekalj” a turné során annyi pénzt keresett, hogy ebből szüleik kis családi házat vettek a Bronx negyedben.
New York Cityben a High School of Music & Art (M&A) nevű zenei középiskolába járt.

### Énekes-színésznői pályája
A Broadway-n 1962-ben debütált Bob Merrill Carnival! című musicaljében. A főszereplőt, Lilit játszó vezető énekesnőt, Anna Maria Alberghettit helyettesítette beugróként. Szerződéses helyettesként énekelte a szerepet 1962. április 2–14 között, amíg Alberghetti szabadságra ment.
Jerome Robbins és Leonard Bernstein West Side Story-jának 1964-es Broadway-i felújításakor Migenes énekelte és játszotta a főszereplőt, Máriát. A darab a City Center színházban 1964. április 8-tól május 2-ig futott.
1964-ben, amikor a Broadway-n bemutatták Jerry Bock és Sheldon Harnick új musicaljét,  Hegedűs a háztetőn-t, az eredeti szereposztásban Migenes énekelte és játszotta Hodelt (Tevje második leányát). A produkció csaknem nyolc éven át futott a Broadweay-n, 3200 előadást ért meg és kilenc Tony-díjat kapott. Migenes az ősbemutatótól, 1964. szeptember 17-től kezdve csaknem három éven át, 1967. április 1-jéig vitte Hodel szerepét, tőle Mimi Turque énekesnő vette át.
1973-ban Migenes Václav Kašlík rendező Egy éj Velencében (Eine Nacht in Venedig) című Strauss-operafilmjében Ciboletta szerepét énekelte, Anton De Ridder és Geszty Szilvia mellett. A filmet 2008-ban felújítva ismét kibocsátották. 1984-ben Francesco Rosi rendező 1984-es nagy sikerű Carmen operafilmjében Migenes a címszerepet énekelte és játszotta, Plácido Domingo (Don José) és Ruggero Raimondi (Escamillo) mellett.
1980-ban a New York-i Metropolitan Operában énekelte Alban Berg: Lulu c. operájának címszerepét. Az előadás felvétele DVD-is megjelent. 1988-ban, Ricardo Franco spanyol rendező Berlín Blues című zenés filmjében, a főszereplő Lola alakításakor megmutatta dzsesszénekesnői tehetségét is.
1989-ben Menahem Golan rendező Kurt Weill zenéjére írt filmdrámájában, a Koldusoperában, Migenes játszotta Jenny szerepét, Raúl Juliá (Maxi) és Richard Harris (Peachum) és Bill Nighy (Tigris Brown) mellett. 1990-ben az akkori férje, Peter Medak által rendezett A Kray fivérek című bűnügyi thrillerben Migenes Judy Garlandot formálta meg.
A televízióban is többször látható volt, operarészleteket és válogatott áriákat bemutató zenei műsorokban.

### Magánélete
Migenes négyszer ment férjhez. Első házasságát még 18 évesen kötötte egy énekessel, akinek neve nem maradt ránk. Két évvel később, 1963-ban a házasságot érvénytelenítették.
Második férje Danjo Hotnik volt, akitől megszületett első leánya, Martina (1975 körül).
1979-ben feleségül ment Jervis Johnsonhoz, akitől megszületett második leánya, Jessica Allegra (1981-ban).
Negyedik férje a magyar származású Peter Medak rendező-producer lett, a házasságot 1988-ban kötötték meg és 2003-ban bontották fel.

## Főbb filmszerepei
- 1974: Egy éj Velencében (Eine Nacht in Venedig); operettfilm; Ciboletta
- 1974: Leo Fall: Madame Pompadour; tévéoperett; Belotte, Madame Pompadour komornája
- 1975: Victoria und ihr Husar; tévéfilm; Lia San
- 1980: Live from the Metropolitan Opera; tévésorozat; Lulu operafilm; Lulu
- 1984: Carmen(wd); operafilm; Carmen
- 1983–1984: Top C’s and Tiaras; tévésorozat; önmaga
- 1986: L’unique (1986); a sztárénekesnő[22]
- 1986: Alkonyzóna (The Twilight Zone); tévésorozat; Rosemarie Miletti
- 1987: Webster; tévésorozat; önmaga
- 1987: Magnum; tévésorozat; Dr. Rosita Esteverdes
- 1987: Together We Stand; tévésorozat; Marion Simmons
- 1988: Berlín Blues (Berlin Blues); zenés film; Lola
- 1989: Koldusopera(wd) (Mack the Knife); operafilm; Jenny Diver
- 1990: A Kray fivérek (The Krays); Judy Garland
- 1990: La voix humaine; asszony
- 1993: Rómeó vérzik (Romeo Is Bleeding); Lorraine

### Filmzenék énekese
- 1992: Játékszerek(wd) (Toys); éneklő-zenészlány
- 2001: Pearl Harbor – Égi háború (Pearl Harbor); szóló énekes dalbetétek
- 2002: Atomcsapda(wd) (K-19: The Widowmaker); szoprán szólóének
- 2008: 3PM; rövidfilm; főcímdal